# Moenkhausia affinis
Moenkhausia affinis és una espècie de peix de la família dels caràcids i de l'ordre dels caraciformes.

## Morfologia
- Els mascles poden assolir 6 cm de llargària total.[4]

## Hàbitat
Viu a àrees de clima tropical.

## Distribució geogràfica
Es troba a Sud-amèrica:  riu Negro.